# Days (film)
Days (Rizi) è un film del 2020 diretto da Tsai Ming-liang.

## Trama
La storia di Kang e Non. Il primo vive in una grande casa da solo mentre il secondo vive in un piccolo appartamento. I due si incontrano e poi si lasciano e le loro esistenze tornano sempre ad essere come prima.

## Distribuzione
Il film è stato distribuito nelle sale cinematografiche italiane partire dal 14 ottobre 2021 da Double Line.